# Барди, Франческо
Франче́ско Ба́рди (итал. Francesco Bardi; 18 января 1992, Ливорно) — итальянский футболист, вратарь клуба «Реджана».

## Клубная карьера
Франческо большую часть своей молодёжной карьеры провёл в клубе «Ливорно». Он дебютировал за команду 16 мая 2010 года в матче серии А против «Пармы». В 2011 году он присоединился к «Интернационале», но до сих пор не дебютировал за эту команду. Франческо регулярно выступает за другие клубы на правах аренды, дважды он возвращался на арендной основе в «Ливорно». Сезон 2014/15 вратарь провёл на правах аренды в «Кьево».
В 2016 году в качестве аренды перешёл во «Фрозиноне» до конца сезона.
С 2023 года выступает в клубе «Реджана»

## Карьера в сборной
Франческо в 2009 году выступал в составе юношеской сборной Италии (до 17 лет) на юношеских чемпионатах Европы и мира. В составе молодёжной сборной Италии он участвовал на чемпионатах Европы 2013 и 2015 годов.